# Južna Evropa
Južna Evropa je podregija Evrope, ki zavzema države ob, v ali v bližini Sredozemskega morja (z Iberskim, Apeninskim in Balkanskim polotokom) in Črnega morja, delno pa se lahko dotika tudi Male Azije/Anatolije na vzhodu in Severne Afrike na zahodu.
Enotna definicija regije ne obstaja, po klasifikaciji službe za statistiko Organizacije združenih narodov pa Južno Evropo sestavljajo naslednje države in ozemlja:
- Albanija
- Andora
- Bosna in Hercegovina
- Črna Gora
- Gibraltar
- Grčija
- Hrvaška
- Italija
- Malta
- Portugalska
- San Marino
- Severna Makedonija
- Slovenija
- Srbija
- Vatikan
- Španija
- Turčija